# Felam
Felam Mediaș a fost o fabrică de șuruburi și piese de asamblare din România.
Fabrica a fost înființată, în 1918 de H. Rossenauer.
Inițial, fabrica era specializată pe producția de mașini pentru agricultură, dar și-a schimbat obiectul de activitate, în producție de piese și subansamble: șuruburi, piulițe, nituri, crampoane, tirfoane, șaibe Grower, și inele resort.
În iunie 1948 fabrica a fost naționalizată, fiind numită, la vremea respectivă „Drum nou”, ulterior, în 1964 numele fiind schimbat din nou în „Fabrica de Șuruburi Mediaș”, apoi, în 1979, în „Întreprinderea Mecanică Mediaș”.
Ultima schimbare de nume a fost în 1991, când societatea a devenit „Felam SA”.
În anul 2008, Felam a fost cumpărată de firma Armax Gaz.